# Oboloň
Oboloň (ukrajinsky Оболонь) je jedna z městských částí ukrajinské metropole. Nachází se na pravém břehu řeky Dněpr, severně od centra města. V současné době má podobu rozsáhlého sídliště, kde žije zhruba 290 tisíc lidí. Dopravně jej obsluhuje kyjevské metro.
Severo-jižní osu sídliště tvoří třída Oboloňský prospekt. Další hlavní dopravní komunikace jsou uspořádány do tvaru šestiúhelníků.
Městská část je součástí Oboloňského rajónu, který existuje od roku 1975.